# 山嵜義三郎
山嵜 義三郎 （やまさき よしさぶろう、1907年9月3日 - 2007年6月28日）は、日本の社会政策学者。神戸大学名誉教授。

## 人物・経歴
京都市生まれ。1925年京都市立第一商業学校（現京都市立西京高等学校）卒業。1915年神戸高等商業学校（現神戸大学）卒業。八木助市に師事し、ヘンリー・ジョージなどの土地制度論の研究を行った。
1932年神戸商業大学（現神戸大学）卒業。1936年同大学研究科修了。1937年大連高等商業学校教授。1948年神戸経済大学附属経営学専門部教授。1951年神戸大学経済学部助教授。1953年神戸大学経済学部教授。1962年経済学博士。1965年神戸大学経済学部長。
1971年に定年退官し、神戸大学名誉教授の称号を受け、その後、鉄鋼短期大学や近畿大学で教鞭を執った。1973年法務省司法試験考査委員。1978年勲三等旭日中綬章受章。2007年叙正四位。社会政策学会名誉会員。

## 著書
- 『社会保障制度』兵庫県商工労働部 1955年
- 『ヘンリー・ジョージの土地制度改革論』泉屋書店 1961年
- 『土地問題と土地政策』ミネルヴァ書房 1972年

## 翻訳
- ヘンリー・ジョージ著『保護貿易か自由貿易か : 関税問題の特に労働者の利益に関する検討』日本経済評論社 1990年
- ヘンリー・ジョージ著『進歩と貧困』日本経済評論社 1991年